# Curitibanos Airport
Curitibanos Airport är en flygplats i Brasilien.   Den ligger i kommunen Curitibanos och delstaten Santa Catarina, i den södra delen av landet, 1 300 km söder om huvudstaden Brasília. Curitibanos Airport ligger 959 meter över havet.
Terrängen runt Curitibanos Airport är lite kuperad. Närmaste större samhälle är Curitibanos, 2,7 km öster om Curitibanos Airport.
I omgivningarna runt Curitibanos Airport växer huvudsakligen savannskog. Runt Curitibanos Airport är det ganska tätbefolkat, med 72 invånare per kvadratkilometer.